# Le Cadavre vivant (film, 1968)
Pour les articles homonymes, voir Le Cadavre vivant (homonymie).
Pour plus de détails, voir Fiche technique et Distribution.
Jivoï trup (Живой труп), ou Le Cadavre vivant, est un film soviétique réalisé par Vladimir Venguerov, sorti en 1968,.

## Fiche technique
- Photographie : Guenrikh Saakovitch Marandjian (ru)
- Musique : Isaak Schwarz
- Décors : Marksen Iakovlevitch Gaoukhman-Sverdlov (ru), Nikolaï Souvorov et Lilia Mochkina
- Montage : Stera Gorakova
- Date de sortie :
  - URSS : 8 septembre 1969 [3]